# Homops opacus
Homops opacus är en tvåvingeart som först beskrevs av Becker 1916.  Homops opacus ingår i släktet Homops och familjen fritflugor.
Artens utbredningsområde är Uganda. Inga underarter finns listade i Catalogue of Life.